# مانوئل موسکورا (بازیکن فوتبال، زاده ۱۹۶۸)
مانوئل موسکورا (انگلیسی: Manuel Mosquera؛ زادهٔ ۱۰ اوت ۱۹۶۸) بازیکن فوتبال اهل اسپانیا است.
از باشگاه‌هایی که در آن بازی کرده‌است می‌توان به باشگاه فوتبال دپورتیوو لاکرونیا اشاره کرد.